# Georg Linde (officer)
 Der er flere personer med dette navn, se Georg Linde.
Georg Linde (23. marts 1787 i København – 12. januar 1847 sammesteds) var en dansk officer og kammerherre, bror til Johan Gabriel Linde og far til A.C.P. Linde.
Han var søn af zahlkasserer, virkelig etatsråd Conrad Daniel Linde (1754-1826) og blev 1804 sekondløjtnant i Artillerikorpset, 1808 premierløjtnant, lærer og kadetofficer ved Artillerikadetinstituttet og 1812 også lærer ved Landkadetkorpset. 1813 blev han stabskaptajn. Han blev i 1820 forstander for Artillerikadetinstituttet. 1828 blev han karakteriseret major og kommandør for Artillerikadetinstituttet, blev 1830 oberstløjtnant à la suite og var chef for Landkadetkorpset fra 1831 til 1846. 1842 var Linde blevet udnævnt til oberst.
Fra 1831 til 1835 var den fremtidige konge, hertug Christian (IX) i huset hos Georg Linde. Linde blev 1824 Ridder af Dannebrogordenen, 1826 Dannebrogsmand, 1836 Kommandør af Dannebrog og 1840 kammerherre.
Linde ægtede 1814 Karen Rothe (24. marts 1792 i København - 18. marts 1876 sammesteds), datter af gehejmekonferensråd Andreas Bjørn Rothe.